# Гура-Бедікулуй
Гура-Бедікулуй (рум. Gura Bădicului) — село у повіті Бузеу в Румунії. Входить до складу комуни Минзелешть.
Село розташоване на відстані 126 км на північ від Бухареста, 43 км на північ від Бузеу, 109 км на захід від Галаца, 80 км на схід від Брашова.

## Населення
За даними перепису населення 2002 року у селі проживали 203 особи, усі — румуни. Усі жителі села рідною мовою назвали румунську.